# محمد وهبي بولاك
محمد وهبي بولاك (بالتركية: Mehmet Vehbi Bolak)، من مواليد 1882، وتوفي بتاريخ 6 أبريل 1958م، هو سياسي تركي، وكان نائباً عن باليكسير في البرلمان العثماني، عُين وزيراً للتعليم من تاريخ 20 نوفمبر 1921 إلى 5 نوفمبر 1922.